# Claudio Husaín
Claudio Husaín (San Justo, 1974. november 20. –) argentin válogatott labdarúgó. Testvére, Darío szintén futballista.

## Pályafutása
1993-tól 2000-ig Argentínában, a Vélez Sarsfieldben játszott. Ezalatt több, mint százötven meccsen lépett pályára, melyeken négy gólt szerzett. 2000-ben Olaszországba, a Parmához szerződött, azonban az olasz klub tartozásai miatt rögtön tovább is kellett, hogy adja, így vissza is tért Argentínába, a River Plate-hez.
2000-ben ismét Olaszországba igazolt, két évet töltött a története legkomolyabb válságát megélő Napolinál. 2002-től két évig ismét a Riverben játszott, majd egy újabb országban, Mexikóban próbálta ki magát, a Tigresben. Ezt követően rövid időszakokat töltött el a Newell’s Old Boysban és a San Lorenzóban, majd uruguayi és chilei csapatokban vezetett le 2010-es visszavonulásáig.
1997 és 2002 között tizennégy meccsen viselhette az argentin válogatott mezét, melyeken egyszer talált be. Részt vett a 2002-es világbajnokságon.

## Sikerei, díjai
- Argentin bajnok: 1995 (Apertura), 1996 (Clausura), 1998 (Clausura), 2002 (Clausura), 2003 (Clausura), 2004 (Clausura)
- Copa Libertadores-győztes: 1994
- Interkontinentális kupagyőztes: 1994